# Russell Hornsby
Russell Hornsby (ur. 15 maja 1974 w Oakland) – amerykański aktor teatralny, telewizyjny i filmowy. Występował w roli policjanta LAPD, Eddiego Suttona w serialu Lincoln Heights emitowanym przez ABC Family, Luke’a w Terapii (HBO) i Hanka Griffina w serialu Grimm.

## Życiorys

### Wczesne lata
Urodził się w Oakland w Kalifornii. Grał w piłkę nożną w St. Mary’s College High School w Berkeley. Po roli stracha na wróble w The Wiz silnie zainteresował się grą aktorską i angażował się w inne spektakle szkoły aktorskiej. Po zakończeniu nauki w college’u studiował teatr na Uniwersytecie Bostońskim, a następnie kontynuował swą edukację na British Academy of Dramatic Arts, Oxford University.

### Kariera
Po zakończeniu studiów na Oxfordzie Hornsby przeniósł się do Nowego Jorku i grał w off-broadwayowskich produkcjach, takich jak: Zabić drozda (jako Tom), Joe Louis Blues, i Six Degrees of Separation (jako Paul). 
W późnych latach 90. postanowił przeprowadzić się do Los Angeles, by występować w filmach i telewizji. W latach 2011–2017 występował w jednej z głównych ról w serialu Grimm. 
W dramacie sportowym Creed II (2018) wystąpił jako Buddy Marcelle, promotor boksu, który rozgrywa mecz między Adonisem Creedem (Michael B. Jordan) i Viktorem Drago (Florian „Big Nasty” Munteanu).

## Filmografia
| Rok       | Tytuł                                                              | Rola                           | Dodatkowe inf.                    |
| --------- | ------------------------------------------------------------------ | ------------------------------ | --------------------------------- |
| 1998      | Woo                                                                | Guy                            |                                   |
| 1999      | Prawo i porządek (Law & Order)                                     | Danny Ruiz                     | 1 odcinek                         |
| 2000      | Train Ride                                                         | Ellis                          |                                   |
| 2000      | Poznaj mojego tatę (Meet the Parents)                              | Late Night Courier (Right Bag) |                                   |
| 2000-2001 | Gideon's Crossing                                                  | Dr. Aaron Boies                | 20 odcinków                       |
| 2002      | Big Fat Liar                                                       | Marcus Duncan                  |                                   |
| 2002      | Keep the Faith, Baby                                               | Joe Schiller                   | TV                                |
| 2002      | Milk and Honey                                                     | Isaiah                         |                                   |
| 2002      | Napiętnowany (Haunted)                                             | Marcus Bradshaw                | 11 odcinków                       |
| 2003      | Girlfriends                                                        | Antonio, brat Toni             | 1 odcinek                         |
| 2004      | Century City                                                       | Mr. Skobel                     | 1 odcinek                         |
| 2004      | The Male Groupie                                                   | Blase' skippy                  |                                   |
| 2004      | Po zachodzie słońca (After the Sunset)                             | Jean-Paul                      |                                   |
| 2005      | Chirurdzy (Grey's Anatomy)                                         | Digby Owens                    | 1 odcinek                         |
| 2005      | Edmond                                                             | Shill                          |                                   |
| 2005      | Get Rich or Die Tryin’: Historia 50 Centa (Get Rich or Die Tryin’) | Odell                          |                                   |
| 2005      | Law & Order: Special Victims Unit                                  | Alvin Dutch                    | 1 odcinek                         |
| 2006      | Skazani za niewinność (In Justice)                                 | Luther Cain                    | 1 odcinek                         |
| 2006      | Forgiven                                                           | Ronald Bradler                 |                                   |
| 2006      | Something New                                                      | Dr. Brockton                   |                                   |
| 2006      | Playmakers                                                         | Leon Taylor                    | 12 odcinków (od 2003 r.)          |
| 2007      | Stuck                                                              | Rashid                         |                                   |
| 2008      | Dear Me                                                            | He                             |                                   |
| 2008      | Army of Two                                                        | Tyson Rios                     |                                   |
| 2008      | Fear Itself                                                        | Sergeant Wiliams               | 1 odcinek                         |
| 2009      | Terminator: Ocalenie (Terminator Salvation)                        | Rogers/żołnierz ruchu oporu    | głos                              |
| 2009      | In Treatment                                                       | Luke                           | 6 odcinków                        |
| 2009      | Lincoln Heights                                                    | Eddie Sutton                   | 42 odcinki (od 2007 r.)           |
| 2010      | Żona idealna (The Good Wife)                                       | dr Shawn Wesley                | 1 odcinek                         |
| 2011      | W garniturach                                                      | były mąż Jessiki Pearson       | odcinek 1x04 Dirty Little Secrets |
| 2011–2017 | Grimm                                                              | detektyw Hank Griffin          | główna rola                       |
| 2022      | Ostatni ślad (Last Seen Alive)                                     | detektyw Paterson              |                                   |